# Myiopharus dorsalis
Myiopharus dorsalis là một loài ruồi trong họ Tachinidae.